# Kachhi Baroda
Kachhi Baroda fou un estat tributari protegit, un thakurat garantit a la pargana de Badnawar del principat de Dhar a l'agència de Bhopawar a l'Índia central. El thakur (amb títol de maharajà) governa sobre 16 pobles sota garantia britànica, en feu de Dhar, al que paga un tribu anual de 966 lliures (els ingressos s'estimen en 3200 lliures), conforme al tractat d'Acheson de 1865. La capital era Kachhi Baroda a uns 12 km de Badnawar i 65 km de la ciutat de Dhar. El fundador fou Rai Singh, segon fill de Ratan Singh de Ratlam.

## Llista de maharajas[1]
- Maharaj Rai Singh
- Maharaj Padma Singh
- Maharaj Nahar Singh
- Maharaj Jorawar Singh
- Maharaj Sobhal Singh
- Maharaj Bhagwat Singh ?-1857
- Maharaj Dalel Singh (nebot, adoptat) 1857-1897
- Maharaj Jalam Singh 1897-1906
- Maharaj Beni Madho Singh 1906-1948 (+1973)